# Friedrich Jung (Mediziner)

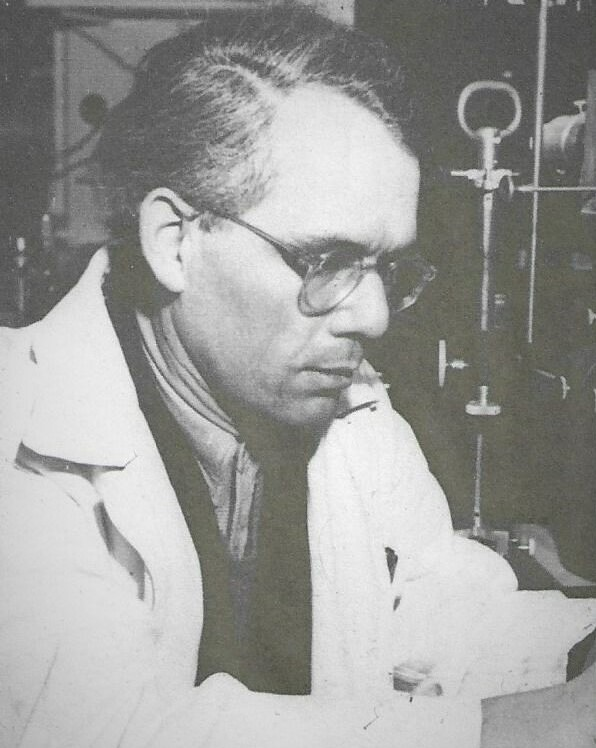
Friedrich Jung im Labor (1960er Jahre)

Friedrich Karl Jung (* 21. April 1915 in Friedrichshafen; † 5. August 1997 in Berlin) war ein deutscher Arzt und einer der führenden Pharmakologen in der Deutschen Demokratischen Republik (DDR). Er wirkte unter anderem von 1949 bis 1972 als Professor an der Humboldt-Universität zu Berlin sowie von 1956 bis 1980 als Direktor verschiedener außeruniversitärer Forschungsinstitute der Akademie der Wissenschaften der DDR, darunter von 1972 bis 1980 des Zentralinstituts für Molekularbiologie in Berlin-Buch. Als Vorsitzender des Zentralen Gutachterausschusses für das Arzneimittelwesen hatte er darüber hinaus großen Einfluss auf die Zulassung von Medikamenten in der DDR.

## Leben und Wirken
Friedrich Karl Jung wurde 1915 in Friedrichshafen geboren und studierte von 1934 bis 1939 Medizin an den Universitäten Tübingen, Königsberg sowie Berlin; in Tübingen wurde er 1940 promoviert. Als Student gehörte er dem NS-Studentenbund und dem NS-Kraftfahrkorps an. Während des Zweiten Weltkriegs wirkte er in den Jahren 1940/1941 als Unterarzt im Sanitätsdienst, 1941/1942 an der Militärärztlichen Akademie Berlin, wo er an einem Forschungsprojekt über Kampfgas mitwirkte. Er war dort einer der Ersten, der die neue Methode der Elektronenmikroskopie zur Erforschung biologischer Objekte einsetzte. Am Institut schloss er sich einem oppositionellen Kreis um Robert Havemann und Fritz von Bergmann an, zu dem auch seine spätere Frau Waltraut Schwarzkopff gehörte. Wegen „politischer Unzuverlässigkeit“ wurde er daraufhin an die Front versetzt. Von 1942 bis 1944 war er Sanitätsoffizier und schrieb während dieser Zeit an seiner Habilitationsschrift. Im Jahr 1944 habilitierte er sich während eines Heimaturlaubs an der Universität Berlin. In den letzten Kriegsmonaten war er beratender Toxikologe einer Heeresgruppe an der Westfront. Anfang 1945 wurde er an die Munitionsanstalt Urlau abkommandiert, in der geheime Bestände von Granaten mit hochtoxischen chemischen Kampfstoffen lagerten. Gemeinsam mit dem Kommandanten der Anstalt widersetzte er sich dem Führerbefehl zur Sprengung und vermittelte als Parlamentär die kampflose Übergabe an französische Truppen.

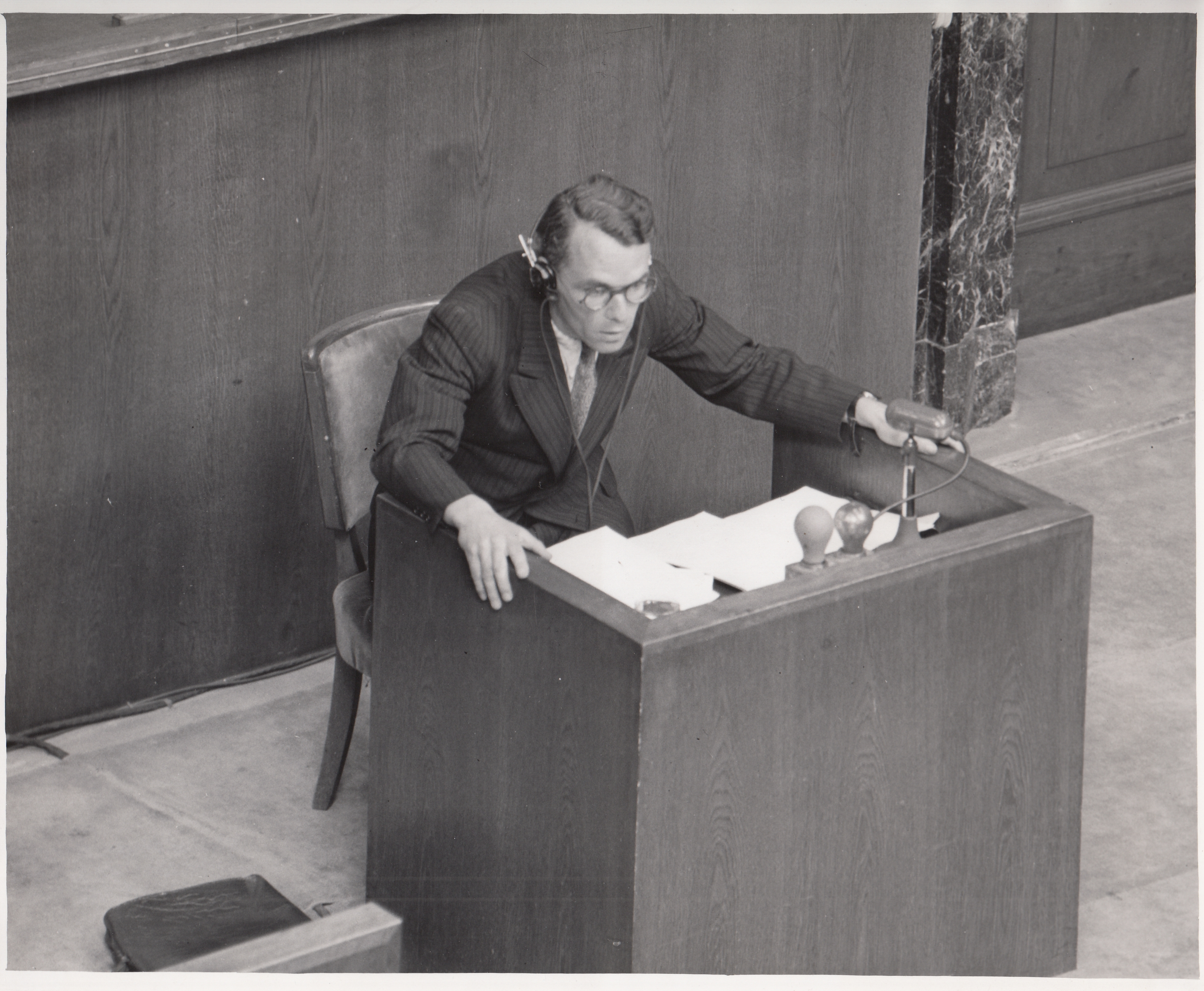
Friedrich Jung während des Nürnberger Ärzteprozesses

Nach dem Ende des Krieges war er zunächst noch für kurze Zeit in Tübingen tätig, bevor er von 1946 bis 1949 als Dozent und kommissarischer Leiter des Pharmakologischen Instituts der Universität Würzburg in der Koellikerstraße 2 wirkte. 1946/1947 trat er beim Nürnberger Ärzteprozess bei der Verteidigung von Adolf Pokorny als Gutachter auf. 1949 wechselte er an das zwei Jahre zuvor auf Befehl der Sowjetischen Militäradministration in Deutschland (SMAD) gegründete Institut für Medizin und Biologie der Deutschen Akademie der Wissenschaften zu Berlin (DAW) in Berlin-Buch, nachdem er erfahren hatte, dass das vakante Ordinariat, für das ihn die Fakultät in Würzburg favorisiert hatte, nicht er, sondern ein ehemaliges NSDAP-Mitglied erhielt. Seine Berufung an das Institut in Berlin-Buch war eine der wenigen Ausnahmen im Rahmen der weitestgehend erfolglosen hochschulpolitischen Bemühungen der SMAD und später der DDR, in den ersten Jahren nach dem Ende des Zweiten Weltkriegs Wissenschaftler aus dem Westen Deutschlands durch Angebote entsprechender Lehrstühle und anderer Leitungspositionen zur Übersiedlung in die Sowjetische Besatzungszone beziehungsweise in die DDR zu bewegen.
Friedrich Jung übernahm 1949 am Akademieinstitut für Medizin und Biologie zunächst die Leitung einer Abteilung für Pharmakologie und Experimentelle Pathologie und wirkte ab 1956 als Direktor am Institut. Ab 1961 leitete er das aus dem Institut hervorgegangene Institut für Pharmakologie sowie von 1972 bis 1980 dessen Nachfolgeeinrichtung, das durch Zusammenlegung mehrerer Akademieinstitute entstandene Zentralinstitut für Molekularbiologie. Sein Nachfolger als Direktor des Zentralinstituts wurde der Pathologe Karl-Wolfgang Zschiesche. Darüber hinaus war Friedrich Jung von 1949 bis 1972 Professor für Pharmakologie und Toxikologie an der Humboldt-Universität zu Berlin und ab 1956 Direktor des entsprechenden Universitätsinstituts. Von 1959 bis 1990 wirkte er auch als Vorsitzender des Zentralen Gutachterausschusses für das Arzneimittelwesen (ZGA) in der DDR und war damit wesentlich mitverantwortlich für das Arzneibuch der DDR sowie für die Zulassung von Medikamenten für den DDR-Markt. In dieser Funktion entschied er mit anderen gegen die Zulassung des Schlafmittels Contergan in der DDR, wodurch eine mit den Contergan-Folgen in der Bundesrepublik vergleichbare Katastrophe verhindert wurde. Er wurde außerdem als Experte zu den Genfer Verhandlungen zur Ächtung biologischer und chemischer Waffen herangezogen und wirkte in nationalen und internationalen Komitees für Frieden und Abrüstung mit.

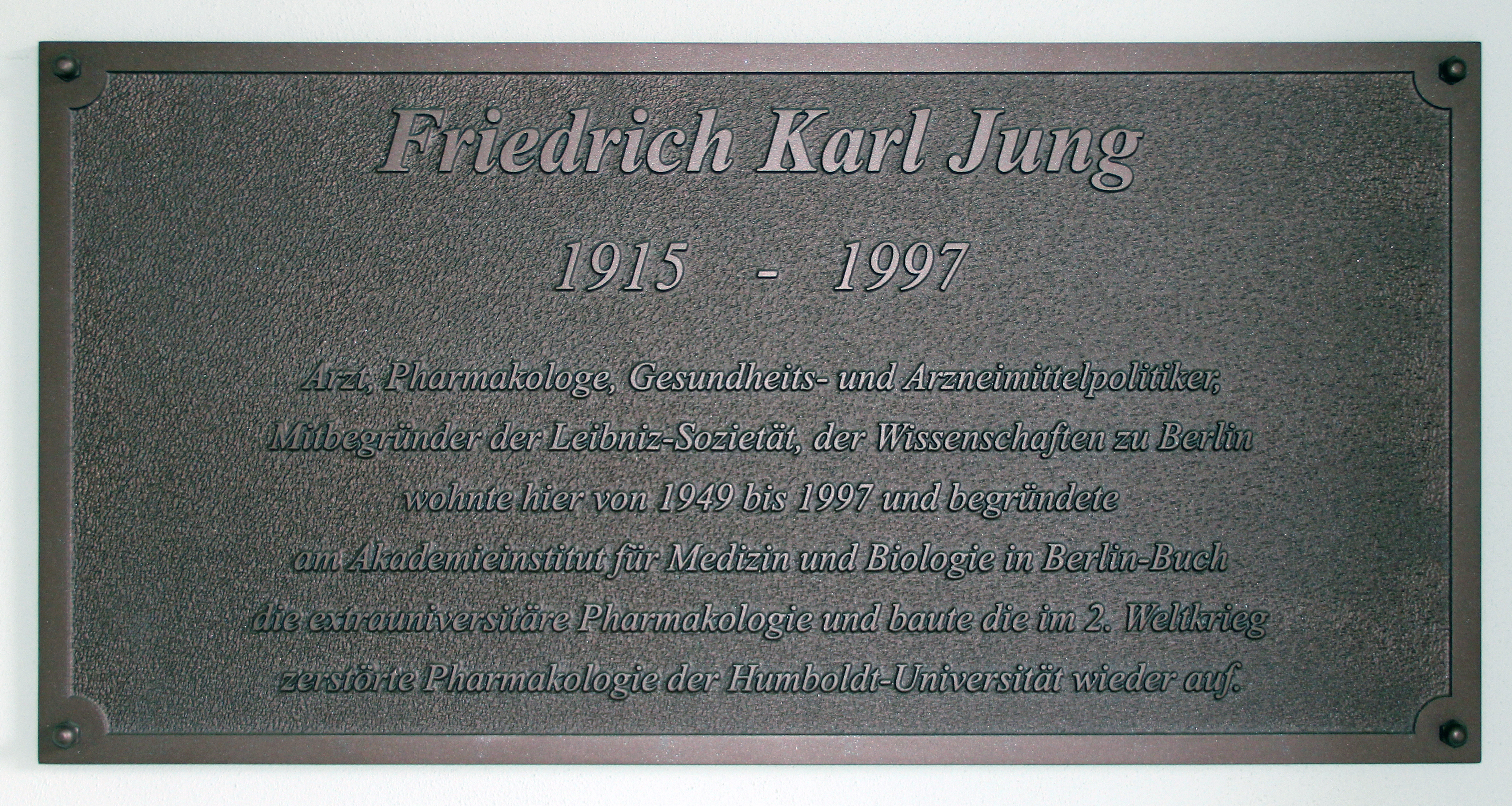
Gedenktafel am Wohnhaus, Robert-Rössle-Straße 10, in Berlin-Buch

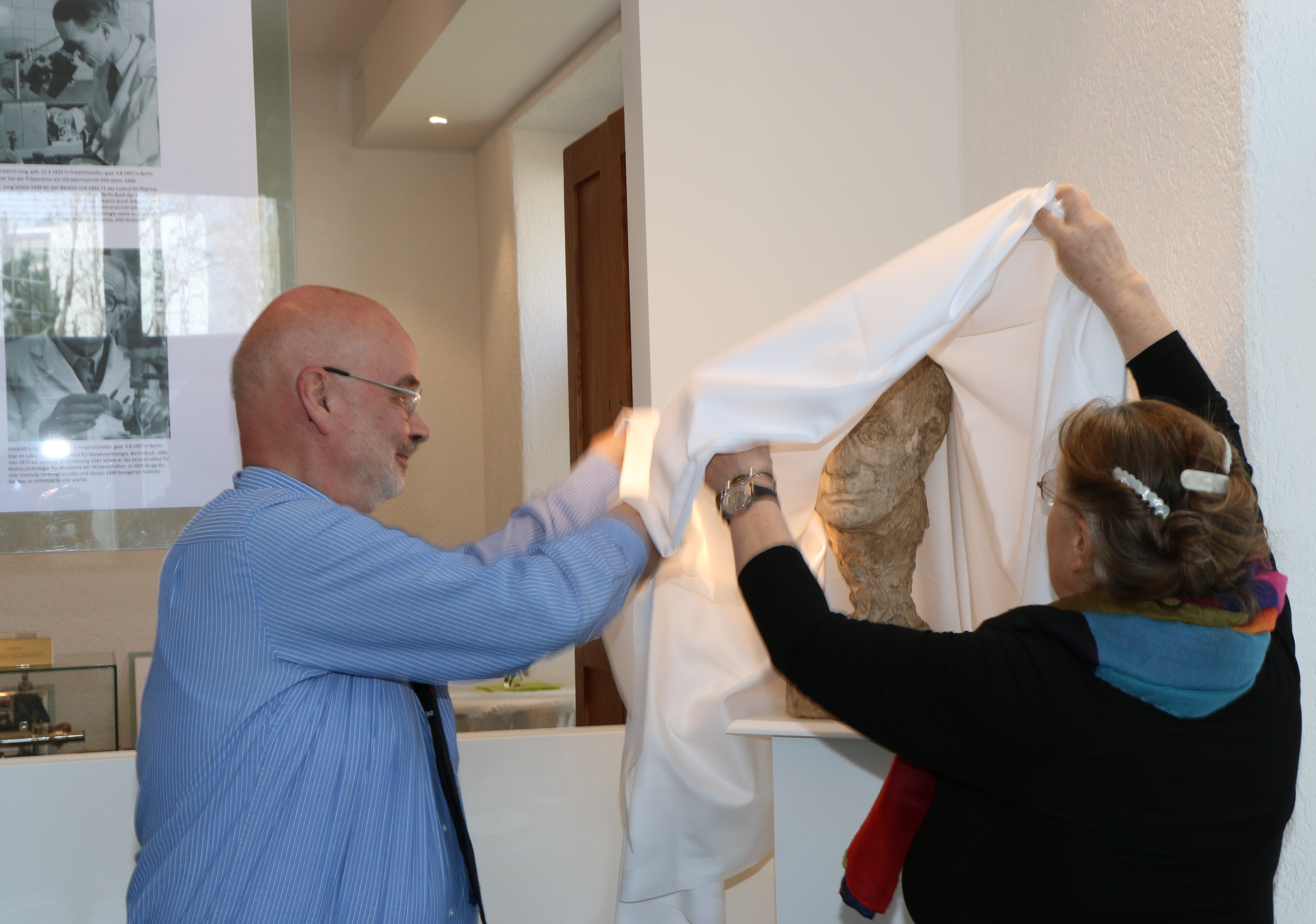
Bildhauerin Schwarzbach und der Sohn von Jung enthüllen die Büste (2019)

Das Forschungsinteresse von Friedrich Jung galt dem Bau und der Funktion der roten Blutkörperchen (Erythrozyten) sowie Untersuchungen zur Wirkung von Phenylhydrazin und anderen Blutgiften. Die Mehrzahl der Lehrstühle für Pharmakologie an den Universitäten in der DDR und eine Reihe von leitenden Positionen an den biomedizinisch ausgerichteten Akademie-Instituten wurden mit Schülern von Jung besetzt. Hierzu zählten beispielsweise Werner Scheler, Pharmakologie-Professor an der Universität Greifswald und vorletzter Präsident der Akademie, der Gründungsdirektor des Instituts für Wirkstofforschung Peter Oehme sowie Hansjürgen Matthies, Begründer der neurobiologischen Forschung in der DDR. Nach der Deutschen Wiedervereinigung zählte Friedrich Jung zu den Initiatoren der Leibniz-Sozietät der Wissenschaften zu Berlin, welche die Gelehrtengesellschaft der AdW fortführt. Er starb 1997 in Berlin.
Aus Anlass des 100. Geburtstages von Jung führte die Leibniz-Sozietät im Jahre 2015 eine Plenartagung durch und initiierte eine Gedenktafel an seinem ehemaligen Wohnhaus in Berlin-Buch. In dieser Erinnerungstafel werden seine Verdienste als Pharmakologe, Gesundheits- und Arzneimittelpolitiker sowie als Mitbegründer der Leibniz-Sozietät gewürdigt. Der Text der Gedenktafel lautet:
Friedrich Karl Jung, 1915-1997, Arzt, Pharmakologe, Gesundheits- und Arzneimittelpolitiker, Mitbegründer der Leibniz-Sozietät der Wissenschaften zu Berlin, wohnte hier von 1949-1997 und begründete am Akademieinstitut für Medizin und Biologie in Berlin-Buch die extrauniversitäre Pharmakologie und baute die im 2. Weltkrieg zerstörte Pharmakologie der Humboldt-Universität wieder auf.
Zur Ehrung für Friedrich Jung wurde im April 2019 im Wissenschaftsmuseum auf dem Campus Berlin-Buch unter Anwesenheit von Mitgliedern der Familie eine Porträtbüste von Friedrich Jung eingeweiht, deren Schöpferin die Bildhauerin Anna Franziska Schwarzbach ist.

## Auszeichnungen
Friedrich Jung erhielt 1957, 1965 sowie 1987 den Nationalpreis der DDR. Außerdem wurde er 1962, 1975 und 1980 mit dem Vaterländischen Verdienstorden ausgezeichnet sowie 1963 zum Verdienten Arzt des Volkes ernannt. Ab 1961 war er korrespondierendes sowie ab 1964 ordentliches Mitglied in der Klasse Biowissenschaften der Deutschen Akademie der Wissenschaften zu Berlin (DAW), 1972 umbenannt in Akademie der Wissenschaften der DDR (AdW).

## Veröffentlichungen (Auswahl)
- Arzneiverordnungen. Hirzel, Leipzig 1958 (als Mitherausgeber)
- Arzt und Philosophie. Humanismus, Erkenntnis, Praxis. Volk und Gesundheit, Berlin 1961 (mit anderen Autoren)
- Kommentar zum Deutschen Arzneibuch. 7. Ausgabe. Akademie-Verlag, Berlin 1969.
- mehrere Tagungsbände zu den von der Deutschen Akademie der Wissenschaften zu Berlin veranstalteten Internationalen Symposien über Struktur und Funktion der Erythrocyten. Akademie-Verlag, Berlin zwischen 1959 und 1975 (als Mitherausgeber).
- Student und Arzt in jener Zeit. In: Samuel Mitja Rapoport, Achim Thom (Hrsg.): Das Schicksal der Medizin im Faschismus. Auftrag und Verpflichtung zur Bewahrung von Humanismus und Frieden. Internationales wissenschaftliches Symposium europäischer Sektionen der IPPNW (17.–18. November 1988, Erfurt/Weimar/DDR). Volk und Gesundheit, Berlin 1989, S. 274–281.